# Parafia św. Walentego w Smolewiczach
Parafia św. Walentego w Smolewiczach – rzymskokatolicka parafia znajdująca się w archidiecezji mińsko-mohylewskiej, w dekanacie borysowskim, na Białorusi. Parafię prowadzą kapucyni z prowincji warszawskiej.

## Historia
W czasach Rzeczypospolitej Obojga Narodów w Smolewiczach mieściła się parafia unicka, zlikwidowana najpewniej w czasie zaborów. W XIX w. smolewiccy katolicy należeli do parafii w Łohojsku.
W 1917 wzniesiono w mieście kaplicę rzymskokatolicką, zamkniętą przez władze w 1935 i następnie zniszczoną.
W 1996 erygowano parafię w Smolewiczach. W 2000 przystąpiono do budowy kościoła. W 2008 przy kościele postawiono pomnik św. Walentego, który stał się atrakcją turystyczną.